# Kunstschmied

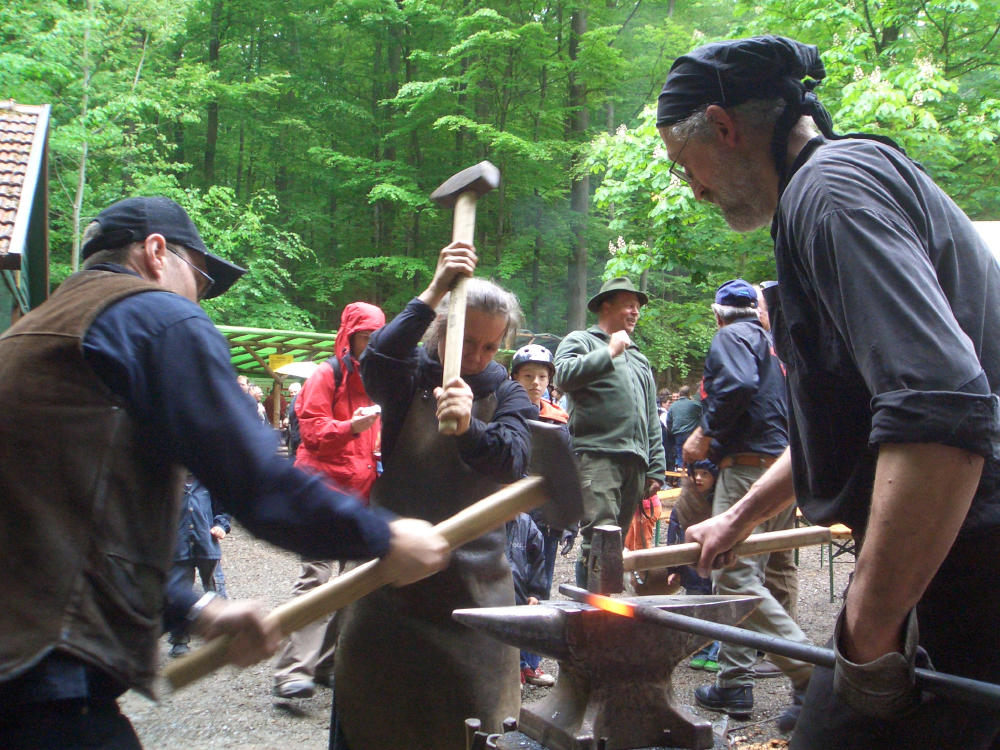
Drei Schmiede bei der Arbeit am Amboss

Der Kunstschmied, dessen Berufsbezeichnung 1989 in Deutschland (zusammen mit der des Kunstschlossers) in Metallbauer Fachbereich Metallgestaltung umbenannt wurde, fertigt Produkte für alle möglichen Bereiche.
Er fertigt sowohl Fenstergitter, Tore, Treppengeländer, Vordächer usw. (also Arbeiten im Baugewerbe) als auch Dekorationsartikel, Leuchten, Kerzenständer usw. mit Hilfe der verschiedenen Schmiedetechniken an.

## Geschichte

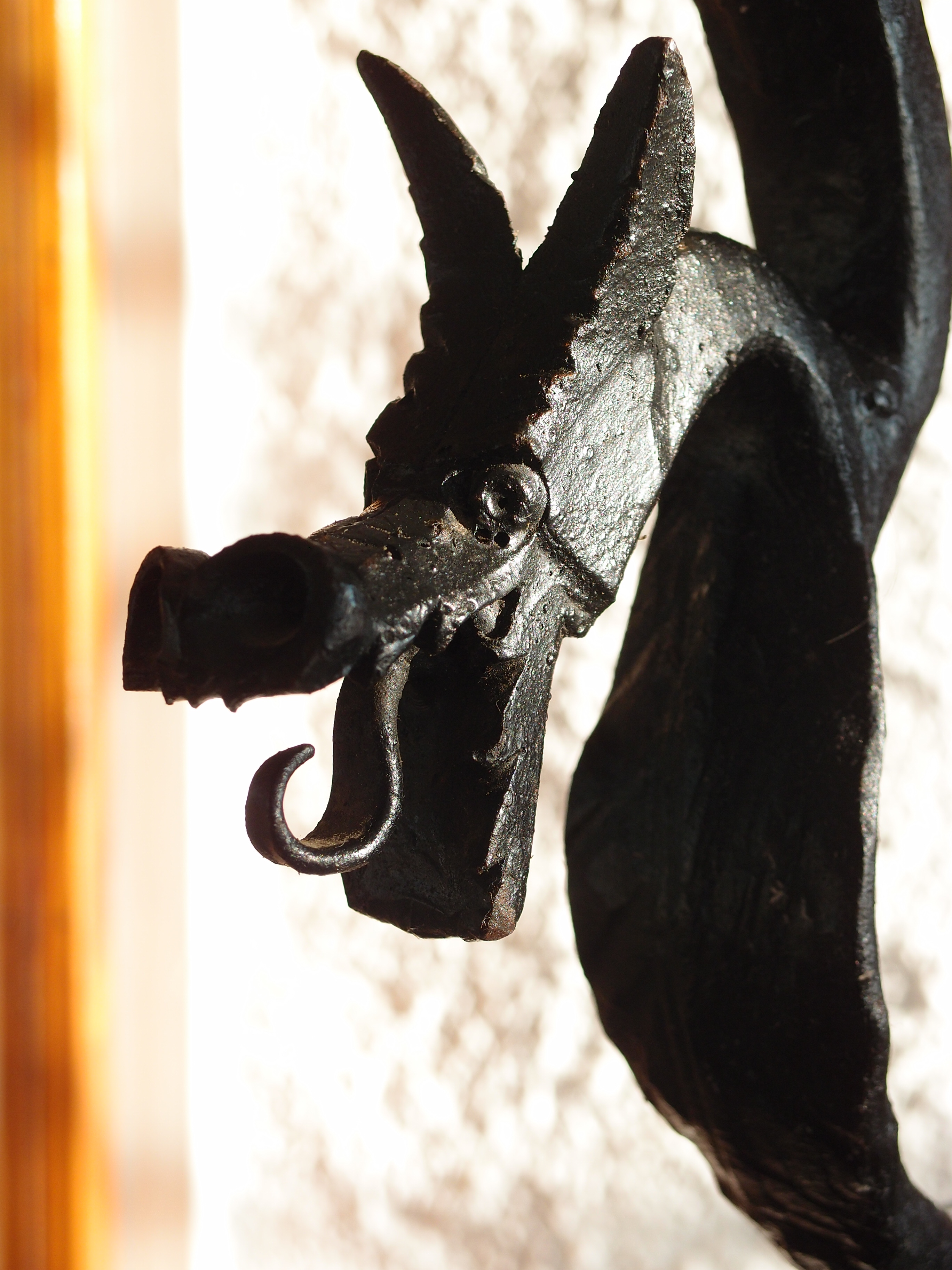
Geschmiedeter Drachenkopf (1869)

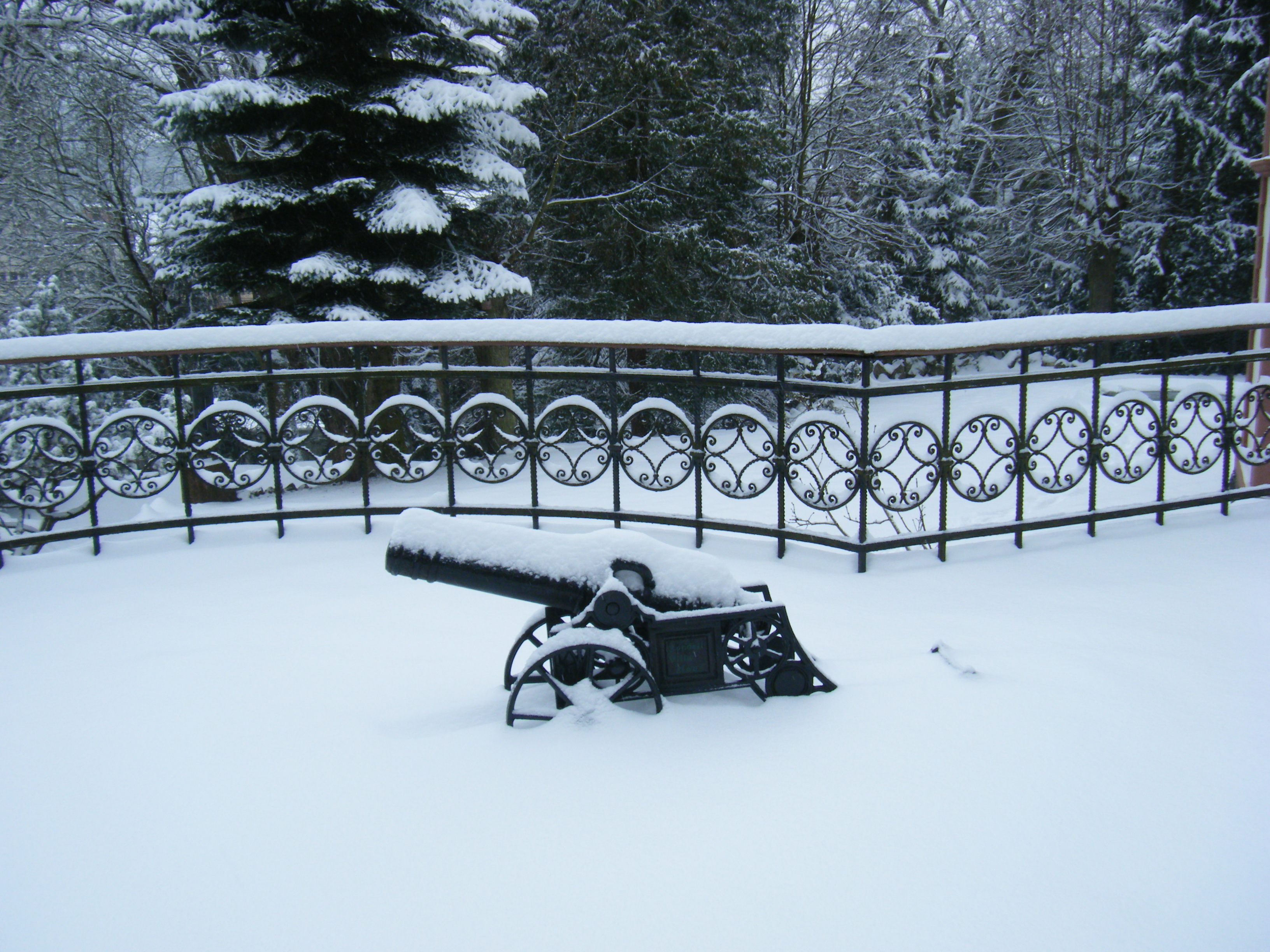
Zusammenspiel von Kunstguss und Kunstschmiede (Ausgang 19. Jahrhundert)

Die Schmiedekunst ist ein uraltes Handwerk, bei dem Metalle – zuerst Kupfer, dann Bronze und Eisen sowie verschiedene Edelmetalle – durch Hämmern, Pressen oder Verdrehen geformt werden. Neben der primären Formung von Bedarfsgut kommt im Kultbereich schnell die kunsthandwerkliche Formgebung auf. Folgerichtig schmiedet der griechische Gott der Schmiedekunst Hephaistos den Halsschmuck der Göttin Harmonia, der Gattin von Kadmos, dem Gründer von Theben.
Einen Höhepunkt erreicht die schon in der Bronzezeit verbreitet einsetzende Schmiedekunst in der Eisenzeit. Erhaltene Belege sind jedoch in erster Linie kunsthandwerkliche Utensilien (z. B. Gefäße und Gewandspangen) aus anderen Metallen. Dass die Fibel ausschließlich Zierrat war, kann daraus abgeleitet werden, dass es Knöpfe, die die gleiche Funktion erfüllten, bereits seit der Steinzeit gab. Vor allem der Bügel wurde regional und zeitlich sehr unterschiedlich ausgestaltet. Dadurch sind Fibelformen für Archäologen als eine Art „Leitfossil“ ein wichtiger Anhaltspunkt bei der Datierung von Funden. Die große Menge von Fundstücken mit zeitlich und regional typischem Dekor ermöglichte die Aufstellung einer kompletten Typologie aufeinander folgender Fibelformen.
Die Schmiedekunst der Antike ist hauptsächlich aus Schriftquellen und bildlichen Darstellungen (Vasen) bekannt. Waffenfunde (Schwerter) vervollständigen das Bild. Das geschmiedete Hufeisen kam erst im 9. Jahrhundert in Gebrauch. Aus dem 11. und 12. Jahrhundert stammen Beschläge, Gitter, Kaminböcke und Leuchter. Seit dem 14. Jahrhundert wurden besonders in Florenz Fackelhalter und Laternen gearbeitet. Im 16. Jahrhundert war Deutschland in der Schmiedekunst führend, besonders bei Waffen. Die von ihr ausgehenden Verfahren des Eisenschnitts, der Gravierung, Ätzung, Bläuung und Vergoldung wurden zum Teil auch auf andere Schmiedearbeiten angewandt. Ab dem 14. Jahrhundert bildeten die bis dahin zur Zunft der Schmiede gehörenden „Kleinschmiede“, heute Schlosser, zunehmend eigene Zünfte.

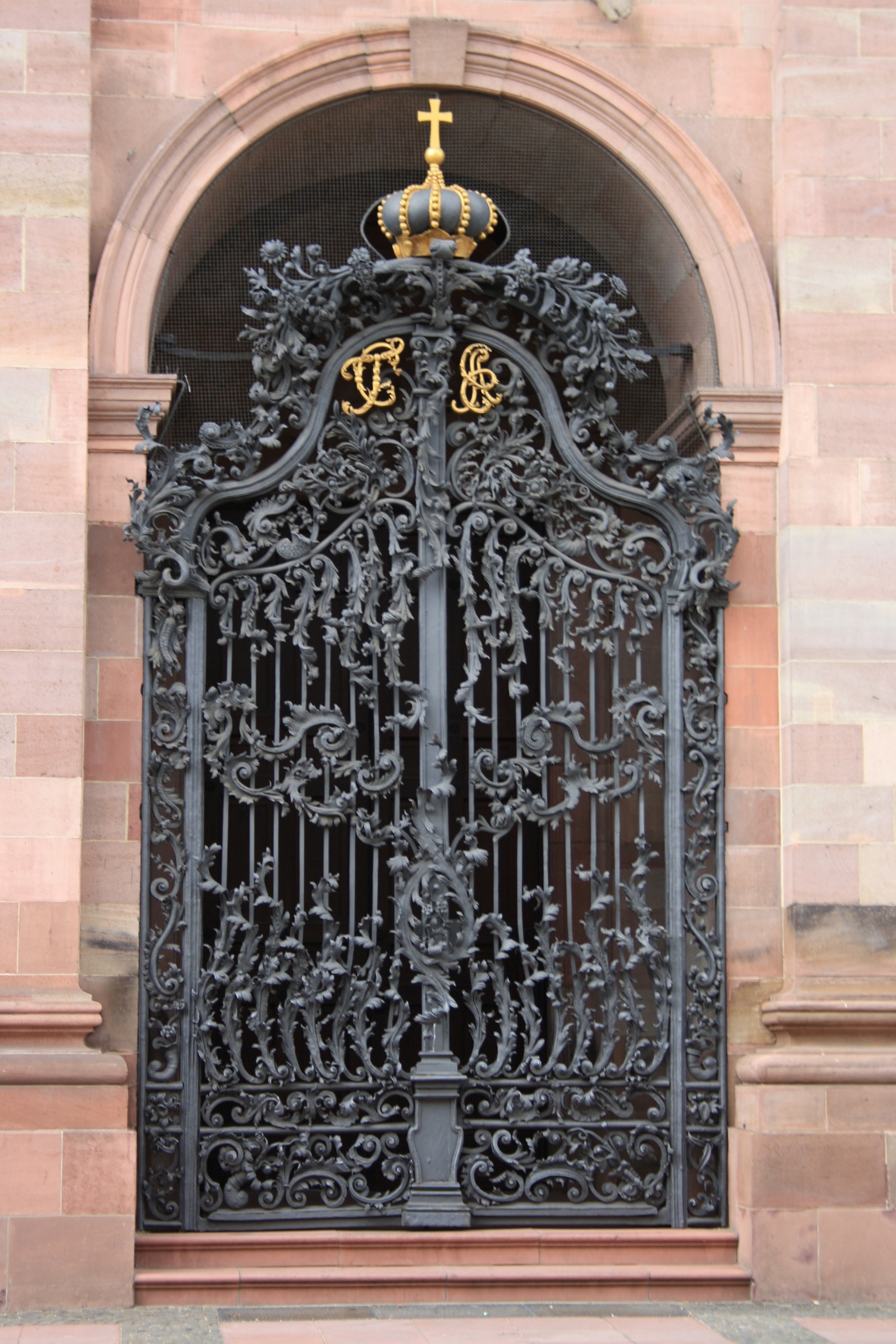
Phillip Reinhard Sieber, 1754: Kunstschlosserarbeit an der Jesuitenkirche Mannheim

Im Barock und Rokoko entstanden Gittertüren, Chorgitter, Balkon- und Treppengeländer, Brunnenlauben und Wirtshausschilder. Vor allem die prachtvollen Gitter vor den Höfen von Schlössern oder dem Chorbereich von Kirchen aus dieser Zeit sind die prachtvollsten Erzeugnisse des Schlosser- und Schmiedehandwerks überhaupt. Im frühen 19. Jahrhundert wurde die Schmiedekunst vielfach durch den Eisenguss verdrängt. Auch maschinell hergestellte Ornamente aus Schmiedeeisen, die als Einzelteile verkauft und dann lediglich zusammengesetzt wurden, kamen in dieser Zeit auf und trugen zum künstlerischen Niedergang des Handwerks bei. Erst im 20. Jahrhundert brachte die Schmiedekunst wieder hochwertige Leistungen hervor. Dabei handelt es sich sowohl um Neuanfertigungen in historischen Formen als auch zeitgenössisch gestaltete Entwürfe. Ein wichtiger Zweig des Handwerks ist heute auch die Restaurierung alter Schmiedearbeiten.
Die Hauptwerkzeuge des Kunstschmieds sind neben Amboss, Feuer und Wasser die verschiedensten Schmiedehämmer sowie Schmiedezangen. Viele seiner Werkzeuge fertigt der Schmied selber an. So werden Biegevorrichtungen z. B. oft für besonders häufig gebogene Formen gefertigt, um eine schnelle Reproduzierbarkeit zu ermöglichen. Ein großer Fundus solcher selbst angefertigter Werkzeuge stellt ein erhebliches Kapital einer Werkstatt dar.
Den Kunstschmied gibt es als Berufsrichtung nicht. Mittels Freiformschmieden kann ein Schmied Kunstschmiedearbeiten herstellen.
In Österreich gehört der Kunstschmied mittlerweile zum Beruf Metalltechnik-Schmiedetechnik mit dreieinhalb Jahren Lehrzeit.
Metaller, die sich in Gestaltung beruflich weiterqualifizieren wollen, können sich zum „Gestalter im Handwerk“ weiterbilden, wie z. B. in München an der Akademie für Gestaltung. Die Übergänge vom Kunstschmied oder Metallgestalter im Handwerk zum Metallbildhauer sind teils fließend, setzen aber meist eine besondere gestalterische Begabung und/oder eine entsprechende künstlerische Ausbildung voraus.